# 義母の吐息 〜背徳心に漂う母の色香〜
『義母の吐息 〜背徳心に漂う母の色香〜』（ぎぼのといき はいとくしんにただようははのいろか）は、2005年7月15日にTinkerBellより発売されたアダルトゲーム。2006年に小説化や成人向けOVA化などのメディアミックスがなされた。

## ストーリー
志賀海人は幼いころに母を亡くし、父の再婚相手にして義母である小夜から愛情をたくさん受けて育てられた。小夜に対する想いが恋慕へと変化していくのに戸惑っていた海人に、2人の美しい中年女性が近づいていた。

## 登場人物
※声優はゲーム版/OVA版の順。
志賀海人（しが かいと）
声：海老泰平太（OVAのみ）
主人公。
志賀小夜（しが さよ）
声：朝咲そよ/海原エレナ
主人公・志賀海人の義母。力との再婚後子宝に恵まれなかった。
野口奈緒（のぐち なお）
声：天天/奥田香織
海人の家の近所に住む寡婦で、喫茶店「星のかけら」のオーナーである。夫の遺産で喫茶店を経営しているため、彼女の気分次第で営業が行われるなど、あまり真面目に経営していない。それでも彼女目当ての男性客は多い。
志賀力（しが ちから）
声：ZEN（OVAのみ）
志賀小夜の夫。
工藤玉江（くどう たまえ）
声：高橋夕稀/嬉野翠
匠の母親で、PTAの会長を務めている。
相手のことを想ってものを言うつもりが、かえってきつい態度としてとらえられている。
工藤匠（くどう たくみ）
声：島崎比呂（OVAのみ）
海人のクラスメイト。

## スタッフ
- 原画：天野雨乃
- シナリオ：フレーム

## アダルトアニメ
2006年にMilkyより発売された。全2話。
スタッフ
- 原作 - TinkerBell
- 監督 - 町田住人
- 構成・脚本 - 須永成人
- 絵コンテ - 町田住人
- 演出 - ALEX WON
- 作画監督 - Dr.K
- 動仕 - PRODUCTION.ZEUS
- 背景 - スタジオトゥビー
- 撮影 - ソウルフィルム
- 編集 - ふくやまひろき
- 音響監督 - 足鷲えのん
- プロデューサー - 村上幸太郎、国立康秀
- アニメーション制作 - ドリームエンターテイメント
- アニメーション制作協力 - すももフィルム
- 製作・発売 - Milky

## 小説
- 『義母の吐息 〜背徳心に漂う母の色香〜』 （2006年2月19日発売） ISBN 4-87734-955-3
  - 原作：TinkerBell
  - 文：千間基秋
  - イラスト：天野雨乃
  - 発行元：コアマガジン